# Cephalodromia amnicola
Cephalodromia amnicola is een vliegensoort uit de familie van de Mythicomyiidae. De wetenschappelijke naam van de soort is voor het eerst geldig gepubliceerd in 1965 door Bowden, oorspronkelijk geplaatst in het geslacht Cyrtosia.